# ريك غرين (لاعب هوكي الجليد)
ريك غرين هو لاعب هوكي الجليد كندي، ولد في 20 فبراير 1956 في بيلفي في كندا.

## وصلات خارجية
- ريك غرين على موقع دوري الهوكي الوطني (الإنجليزية)
- ريك غرين على موقع قاعة مشاهير الهوكي (لاعب أن.إتش.أل) (الإنجليزية)
- ريك غرين على موقع EliteProspects.com (الإنجليزية)
- ريك غرين على موقع HockeyDB.com (الإنجليزية)
- ريك غرين على موقع Hockey-Reference.com (الإنجليزية)